# Stéphane Maeder
Stéphane Maeder (* 26. März 1961 in Lausanne, Kanton Waadt) ist ein Schweizer Schauspieler.

## Leben

### Ausbildung und Karrierebeginn
Maeder absolvierte zunächst von 1977 bis 1980 eine Ausbildung zum Fotografen an der Kunstgewerbeschule in Zürich. Von 1982 bis 1985 studierte er anschliessend Schauspiel an der Schauspiel-Akademie Zürich. Seine Ausbildung schloss er 1985 mit Diplom ab. 1985 erhielt er den Emil-Oprecht-Preis für das beste Diplomvorsprechen im FAch Schauspiel.
Sein erstes Theaterengagement hatte er am Theater an der Winkelwiese in Zürich. Von 1985 bis 1987 war er festes Ensemblemitglied an der Schaubühne am Lehniner Platz; dort spielte er unter anderem den jungen Mann Vassili in Botho Strauß’ Die Fremdenführerin (Regie: Luc Bondy). Ausserdem übernahm er die Rollen  Heizer/Polizist/Gewerkschafter/Affe in Peter Steins Inszenierung von Eugene O’Neills Theaterstück Der haarige Affe.

### Festengagements
Von 1987 bis 1991 war er anschliessend festes Ensemblemitglied am Nationaltheater Mannheim. Hier spielte er unter anderem die Titelrolle in Don Carlos  (Regie: Christoph Babizcki), Horatio in Hamlet, Peider in Andorra (Regie: Uwe Eric Laufenberg) und Gernot in Germania Tod in Berlin von Heiner Müller (Regie: Johann Kresnik). In der Spielzeit 1991/92 hatte er einen Gastvertrag am Schauspielhaus Köln; dort spielte er Karl in Ödön von Horváths Theaterstück Zur schönen Aussicht.
Ab der Spielzeit 1992/93–1996 war er festes Ensemblemitglied am Staatstheater Mainz. Dort trat er unter anderem als Andrej Sergejewitsch Prosorow in Drei Schwestern (Regie: Anna Badora) und als Stanley Kowalski in Endstation Sehnsucht (Regie: Anton Uidenhag) auf.  Von 1996 bis 1999 folgte ein Festengagement am Schauspielhaus Düsseldorf, mit Rollen wie dem Diener Waitwell in Miss Sara Sampson und dem Hirten Kuoni in Wilhelm Tell, letztere unter der Regie von Franz Xaver Kroetz. 
Von der Spielzeit 1999/00 an bis 2012 war er als festes Ensemblemitglied am Mecklenburgischen Staatstheater Schwerin verpflichtet. Dort spielte er unter anderem die Rollen Hauptmann von Schlettow/Gebweiler/Comenius/Stadtkämmerer/Passkommissar in Carl Zuckmayers Schauspiel Der Hauptmann von Köpenick (Regie: Peter Dehler), Dorfrichter Adam in Der zerbrochne Krug (Regie: Michael Funke), die Titelrolle in Tartuffe (Regie: Andrea Moses), die Titelrolle in Dantons Tod (Regie: Michael Funke), Prospero in Der Sturm (Regie: Marc von Henning), Vater Julius Wolff in Der Biberpelz (2011; Regie: Herbert Fritsch) und Theseus, Herzog von Athen in Ein Sommernachtstraum (2011; Regie: Peter Dehler).
Seit 2012 ist er festes Ensemblemitglied am Konzert Theater Bern. Sein Engagement erfolgte durch die Berner Schauspielchefin Iris Laufenberg; sie hatte Maeder beim Berliner Theatertreffen 2011 als Vater Wolff in der Schweriner Biberpelz-Inszenierung gesehen. Am Theater Bern spielte er in seiner ersten Spielzeit die Titelrolle in Blaubart von Max Frisch (Spielzeit 2012/13; Regie: Michael Simon). Zur Spielzeiteröffnung 2013/14 übernahm er unter der Regie von Lisa Nielebock die Titelrolle in König Lear.
Weitere Rollen am Konzert Theater Bern waren die Titelrolle in Biedermann und die Brandstifter (Spielzeit 2014/15; Regie: Claudia Mayer), Agamemnon in einer Bühnenfassung der Ilias in der Übersetzung von Raoul Schrott (Spielzeit 2014/15, Regie: Volker Hesse) und der Jäger in Der Weibsteufel (Spielzeit 2014/15; Regie: Claudia Mayer).
Im Juni 2015 spielte Maeder am Konzert Theater Bern den Malvolio in einer Neuinszenierung der Shakespeare-Komödie Was ihr wollt.

### Film und Fernsehen
Maeder übernahm gelegentlich auch Rollen im Film und für das Fernsehen. Schwerpunkt seiner künstlerischen Tätigkeit als Schauspieler war im Verlauf seiner Karriere jedoch stets das Theater. 
In der Polizeiruf-110-Episode Dumm wie Brot (Erstausstrahlung: Mai 2004) spielte er den Inhaber der Speditionsfirma Schnecke und Partner. In der ZDF-Krimireihe Bella Block hatte er in dem Kriminalfilm Die Frau des Teppichlegers (2005) eine kleine Rolle; er war der Wirt Beck. In dem Schweizer Fernsehfilm Schönes Wochenende (2006) spielte er die männliche Hauptrolle, den Ehemann und Familienvater Alois. 
In der ZDF-Kinderserie Löwenzahn hatte er 2009 eine Episodenrolle als Bootsnachbar Petersen. In der TV-Komödie Heiraten ist auch keine Lösung (2012) spielte er den Handelsvertreter Paul, den Untermieter und langjährigen Liebhaber der Lehrerin Carla (Katja Flint). 

### Privates
Maeder lebt seit 2012 mit seiner Tochter in Bern. Er hat weitere Wohnsitze in Berlin und Zürich. Er ist auch Vater eines erwachsenen Sohnes.

## Filmografie (Auswahl)
- 2004: Polizeiruf 110 – Dumm wie Brot (Fernsehreihe)
- 2005: Bella Block: Die Frau des Teppichlegers (Fernsehserie)
- 2006: Schönes Wochenende (Fernsehfilm)
- 2009: Löwenzahn (Fernsehserie; Folge: Segeln – Rivalen im Wind)
- 2012: Heiraten ist auch keine Lösung (Fernsehfilm)
- 2015: Der Bestatter (Fernsehserie; Folge: Der erste Stein).
- 2015: Nichts passiert